# Die Schock-Strategie

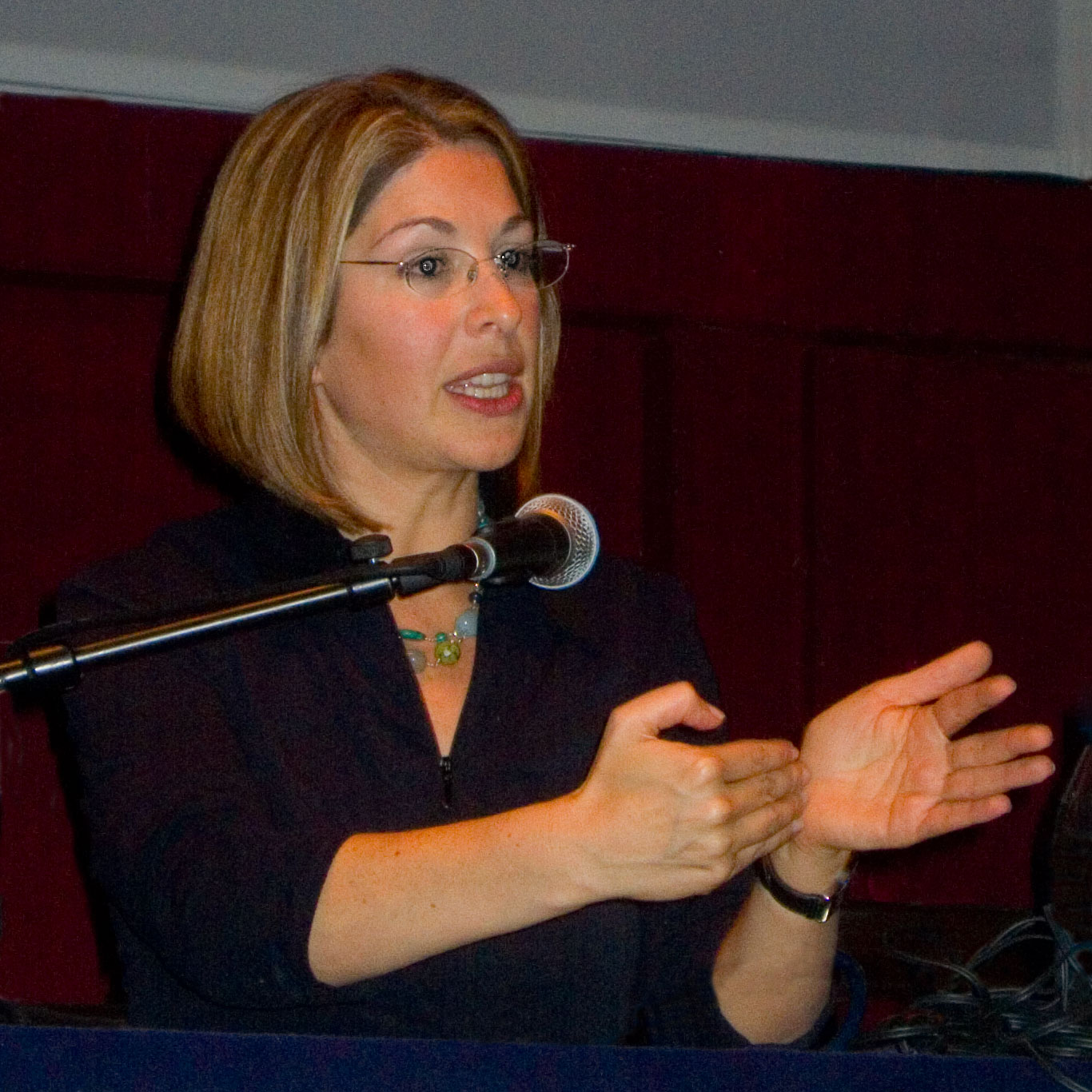
Naomi Klein bei der Vorstellung ihres Buches in Berlin

Die Schock-Strategie: Der Aufstieg des Katastrophen-Kapitalismus ist ein im September 2007 in deutscher Übersetzung aus dem Englischen erschienenes kapitalismuskritisches Buch der kanadischen Journalistin Naomi Klein. Die Autorin führt anhand von zeitgeschichtlichen Beispielen aus, wie Schocks wirtschaftlicher oder militärischer Art und Naturkatastrophen dazu genutzt werden können, über politischen Einfluss Privatisierungen nach dem Modell der Chicagoer Schule und insbesondere Milton Friedmans in nationalen Volkswirtschaften gegen den politisch artikulierten Willen der Mehrheit der Bevölkerung durchzusetzen.

## Kernthesen
Nach einer Einleitung beschreibt Klein im ersten Kapitel des Buches die historische Herkunft der Elektroschocktherapie in der Psychiatrie und besonders die Experimente des Psychiaters Donald Ewen Cameron, der im Auftrag der CIA in den 1950er Jahren Gehirnwäsche-Experimente durchführte, in denen die gezielte Zerstörung der Persönlichkeit von Patienten gelang, die Wiederherstellung einer neuen Identität jedoch misslang, und zieht Parallelen zwischen diesen Schocktherapien, Foltermethoden und dem, was Klein als neoliberale Wirtschaft ansieht.
Im zweiten Kapitel geht Klein auf die Chicagoer Schule und Milton Friedman und dessen neoliberale Theorien ein. Diese seien nach wirtschaftlichen Schocks, militärischen Niederlagen oder Naturkatastrophen grundsätzlich dazu genutzt worden, um breite Privatisierungsmaßnahmen und den Abbau sozialstaatlicher Mechanismen durchzusetzen. Nach dem exemplarischen sogenannten Wunder von Chile unter Pinochet sei die Schock-Strategie unter anderem auch in der Volksrepublik China unter Deng Xiaoping, in Großbritannien von Margaret Thatcher nach dem Falklandkrieg, in Russland unter Boris Jelzin, New Orleans in den USA nach dem Hurrikan Katrina sowie im Irak nach dem amerikanischen Einmarsch angewandt worden. Detailliert geht sie auf die Vorbereitungen ein und kommentiert die Umsetzung anhand historisch beobachtbaren Geschehens.
Neben Milton Friedman wird in Kleins Buch auch Jeffrey Sachs kritisiert. Die Theorien dieser beiden Ökonomen und deren praktischen Umsetzung lägen der Politik des IWF und der Weltbank zugrunde, diese würden zu Verelendung und Ausbeutung in weiten Teilen der Welt beitragen.

## Rezeption
Joseph E. Stiglitz schrieb, Klein sei keine Akademikerin und könne auch nicht als solche beurteilt werden. An vielen Stellen würde sie zu stark simplifizieren. Ebenso hätten es aber die von Klein kritisierten Schocktherapeuten getan, als sie von vollständiger Information und vollkommenen Märkten ausgingen, um ihre Politikempfehlungen zu rechtfertigen.
John N. Gray bezeichnet das Buch als eines der wenigen, mit denen sich die Gegenwart wirklich verstehen ließe. Eine Stärke des Buches seien die gezogenen Parallelen zwischen scheinbar zusammenhanglosen Entwicklungen.
Laut Tyler Cowen, Direktor des neoliberalen Mercatus Center, bietet das Buch keine Argumente, sondern eine dadaistische Nebeneinanderstellung von Themen und vorgeblich parallelen Entwicklungen. Viele von Kleins dargebotenen Verbindungen seien derart impressionistisch und verließen sich so stark auf schmeichlerisches Zwinkern, dass sie sich nicht in einer kurzen Buchbesprechung darstellen, noch kritisieren ließen. Kleins eigene Bemerkung: „I believe people believe their own bullshit. Ideology can be a great enabler for greed.“ sei vielleicht der Kernpunkt ihrer eigenen Herangehensweise.
Johan Norberg vom rechtskonservativen Cato Institute resümiert, Kleins Kernthese und ökonomische Beispiele hielten keiner genauen Überprüfung stand, sie liefere weniger Beweise denn eine Aufeinanderfolge konstruierter Behauptungen. Norberg nannte als Gegenbeispiel den Stopp der marktwirtschaftlichen Reformen in China nach dem Tian’anmen-Massaker 1989. Er widerspricht Klein auch hinsichtlich der Entwicklung der weltweiten Armut, die entgegen vielen ihrer Äußerungen seit 1990 in erheblichem Maße gesunken sei, dies sei in Übereinstimmung, nicht im Gegensatz zu marktwirtschaftlichen Öffnungen.
Philip Plickert, Mitglied der seit etwa 2015 mehrheitlich neo- und rechtsliberalen Friedrich A. von Hayek-Gesellschaft, sieht das Buch in einer Rezension in der Frankfurter Allgemeinen Zeitung „als eine rasende Polemik, die Fakten extrem einseitig präsentiert und historische Zusammenhänge verdreht“. Klein verenge eine allgemein menschliche und aus der Historie bekannte Vorgehensweise auf einen nahezu verschwörungstheoretisch betrachteten Neoliberalismus. Schwerwiegende Ereignisse und Niederlagen seien immer schon als Chance und Möglichkeit für Reformen und Erneuerung gesehen und genutzt worden. Die Erneuerungsfähigkeit und Innovationskraft des Kapitalismus sei nicht nur in Bezug auf Milton Friedman und das sogenannte Wunder von Chile festzustellen. Nur in einer Fußnote erwähnte Klein Ludwig Erhards Wirtschafts- und Währungsreform von 1948, „das deutsche Experiment einer Schocktherapie“.
Dagegen meint Rudolf Walther in seiner Rezension für die Frankfurter Rundschau, dass Klein in ihrem Buch trotz Schwächen in der Analyse eine Fülle von Material zusammengetragen habe, von dem sich vieles seiner Ansicht nach schwer von der Hand weisen lässt. Die von Klein beschriebenen Zusammenhänge würden aber eher vage bleiben.
Felix Lee kommentiert in der taz, Klein beschreibe „virtuos“ und „akribisch genau“, wie sich der Neoliberalismus in den vergangenen 30 Jahren über die gesamte Welt hätte ausbreiten können. Mit diesem Buch sei sie endgültig zur „Ikone der globalisierungskritischen Bewegung“ geworden.
Alexander Cockburn schreibt, dass Klein den bedeutenden Einfluss auch anderer, eher linksliberaler Wirtschaftstheoretiker auf internationale Wirtschaftsinstitutionen ignorieren würde. Klein mobilisiere mit detailliert und sorgfältig recherchierten empörenden Fakten, die postulierten Zusammenhänge blieben aber vage, sie rüttle ihre Anhänger und Leser auf, ohne Handlungsalternativen zu zeigen".

## Auszeichnungen
Für die  englischsprachige Originalausgabe „The Shock Doctrine: The Rise of Disaster Capitalism“ erhielt Naomi Klein den 2009 erstmals vergebenen Warwick-Preis für exzellent geschriebene Veröffentlichungen (Preisgeld 50.000 £), gestiftet von der Universität Warwick.

## Textausgaben
- Naomi Klein: The Shock Doctrine: The Rise of Disaster Capitalism; Metropolitan Books/Henry Holt, New York 2007, ISBN 978-0-8050-7983-8 (Erstausgabe)
- Naomi Klein: Die Schock-Strategie: Der Aufstieg des Katastrophen-Kapitalismus; Aus dem Engl.; S. Fischer, Frankfurt am Main 2007, ISBN 978-3-10-039611-2

## Verfilmung
Der britische Regisseur Michael Winterbottom drehte nach Naomi Kleins Buch einen Dokumentarfilm, der bei den Internationalen Filmfestspielen Berlinale im Februar 2009 uraufgeführt wurde. Der Rezensent der taz, Stefan Reinecke, charakterisierte den Film als „eine Art Infotainment-Agitprop“.